# Polygala affinis
Polygala affinis är en jungfrulinsväxtart som beskrevs av Dc.. Polygala affinis ingår i släktet jungfrulinssläktet, och familjen jungfrulinsväxter. Inga underarter finns listade i Catalogue of Life.